# Anii 860
Secole: Secolul al VIII-lea - Secolul al IX-lea - Secolul al X-lea
Decenii: Anii 810 Anii 820 Anii 830 Anii 840 Anii 850 - Anii 860 - Anii 870 Anii 880 Anii 890 Anii 900 Anii 910
Ani: 860 | 861 | 862 | 863 | 864 | 865 | 866 | 867 | 868 | 869